# Job Edward Lousley
Job Edward Lousley dit Ted Lousley (18 septembre 1907 - 6 janvier 1976), banquier de carrière, est un botaniste amateur de renom. Il est l'auteur de nombreuses publications dont Wild Flowers of Chalk and Limestone, le seizième volume de la collection New Naturalist, paru en 1950, ainsi que de la première flore des îles Scilly, publiée en 1971.

## Famille et jeunesse
Ted Lousley naît à Clapham, district du sud de Londres, fils unique de Jethro Lousley (1882 - 1963) et de Christine Clarke (c. 1880 - 1945), d'ascendance huguenote. Il effectue sa scolarité à Strand Grammar School, Brixton, et à Selhurst Grammar School, Norbury. C'est à cette époque qu'il développe un intérêt pour l'histoire naturelle. Avec un groupe d'écoliers partageant la même passion, il est autorisé à utiliser les installations du South London Botanical Institute et participe à des sorties sur le terrain, principalement dans la campagne du Surrey, avec le conservateur W.R. Sherrin, dont l'intérêt principal portait sur les bryophytes.

## Botanique
Il quitte l'école en 1924 et travaille pendant dix ans pour la Barclays Bank, dans le sud de Londres, avant de s'installer à la City et de travailler à la Bourse. Il poursuit en parallèle ses activités naturalistes et, à 19 ans, devient membre du conseil de la British Naturalists' Association (en). Il rejoint également le Watson Botanical Exchange Club en 1926 et le Botanical Society and Exchange Club des îles britanniques, l'année suivante. Il est en relation avec d'autres botanistes britanniques et acquiert progressivement la réputation de posséder une remarquable connaissance de la flore de Grande-Bretagne .
Ayant très tôt ressenti le besoin de se spécialiser, Ted Lousley opte pour un groupe peu étudié, celui des oseilles (Rumex). Ce choix lui vaudra la reconnaissance de la communauté internationale. Il publie deux articles, en 1939 et 1944, qui établissent les différences entre Rumex patientia et Rumex cristatus. Il découvre aussi un phénomène d'hybridation entre des espèces exogènes comme Rumex confertus et des espèces indigènes. Il nomme Rumex wrightii ( R conglomeratus x R frutescens et R cuneifolius ), un hybride inconnu . Jusqu'à la Seconde Guerre mondiale, il développe sa connaissance de la flore britannique en parcourant toutes les régions des îles britanniques et en collectant ce qui allait constituer le plus grand herbier privé du pays. Il visite les îles Scilly pour la première fois en septembre 1936 et ajoute Fumaria occidentalis, une fumeterre, à la flore. Il y retourne les quatre années suivantes, au terme desquelles ses séjours dans ces îles auront couvert toute la période de mars à septembre. Il découvre ainsi de nombreuses espèces supplémentaires. Le premier manuscrit de sa flore est achevé en 1941 et son travail finalement publié en 1971.
Pendant la Seconde Guerre mondiale, Ted Lousley travaille à Londres. Il répertorie les espèces végétales du Square Mile, le quartier de la City, et s'intéresse aux zones bombardées. Ses travaux conduisent à la rédaction, avec Richard Fitter, de Natural History of the City qui paraît en 1953. 269 fleurs sauvages, herbes et fougères y sont recensées. En 1945, Lousley découvre la présence en Angleterre de l'Épilobe cilié Epilobium ciliatum, aujourd'hui abondant en Angleterre. Il nomme un nouvel hybride du genre Senecio, celui des séneçons, découvert par N.Y. Sandwith : il s'agit de London Ragwort ( Senecio x londinensis ). A la faveur d'autres travaux qu'il mène sur les espèces introduites par le biais de l'industrie de la laine, il devient une autorité en matière de plantes introduites .
En 1950, à la mort d' AJ Wilmott, il est nommé secrétaire de la Botanical Society of Britain and Ireland (BSBI) . Il est également conservateur honoraire du South London Botanical Institute de 1955 à 1968. En 1963, il est le premier récipiendaire du HH Bloomer Award de la Linnean Society de Londres.
Il meurt en 1976 à Streatham Common. Son herbier est remis à l'université de Reading. Certains de ses cahiers, photos, papiers, lettres et le manuscrit de la flore de Scilly sont conservés dans les archives du Isles of Scilly Museum,.

## Publications
- J E Lousley. (1950) New Naturalist No 16. Wild Flowers of Chalk and Limestone. London: HarperCollins.
- J E Lousley. (1971) The Flora of the Isles of Scilly. Newton Abbot: David and Charles.
- J E Lousley and A C Leslie. (1976) Flora of Surrey with supplement. Newton Abbot: David and Charles.
- J E Lousley and D H Kent. (1981) Docks and Knotweeds. BSBI.